# 工作生活品質
工作生活品質（Quality of Working Life，簡稱QWL）描述個人在就業相關經歷的整體狀態，涵蓋了工作條件、福利待遇、職業發展、工作滿意度等多個面向，學者與研究者提出多種模型來定義其內涵。隨著公元1960年代的美國公民權和社會責任意識的興起，逐漸成為人力資源管理和組織行為學的重要議題，帶來美國政府一系列的政策推動，例如:1936年的公民勞動基準法(Fair Labor Standard Act)和1964年的公民權利法案(Civil Rights Act)，這些措施導致QWL日後的發展。

## 意含
一、合理、公平俸給。
二、工作安全、衛生福利。
三、人力素質、發展。
四、工作發展、生活安全感。
五、個人受尊重和良好的社會評價。
六、工作權益受保障。
七、工作環境、居家環境。
八、工作具成就感、價值感。
九、社会履历影响思维方式，改变生活品质

## 改善途徑
良好的工作生活品質必定建立於良好的工作條件環境、管理權益、成就感、滿足感的基礎上，而此等基礎必須藉著人力資源管理強調民主化(參與管理)和人性化管理，有助於工作生活品質的改善，途徑包含:
一、藉著工作設計(Job Design)充實員工工作知能(例如:工作豐富化、工作擴大化)。
二、實施工作彈性化管理(例如:彈性工時)。
三、建立品管圈(Quality Cirles)體制。
四、勞資關係和員工關係的和藹化。
五、健全個人的生涯發展。
六、持续的个人状态调整和学习